# Гранда, Чабука
Чабу́ка Гра́нда (исп. Chabuca Granda, настоящее имя Мария Исабель Гранда Ларко, исп. María Isabel Granda Larco; 3 сентября 1920, Котабамба, Апуримак, Перу — 8 марта 1983, Майами, США) — перуанская певица, автор оригинальных песен и обработок фольклорного музыкального материала.
С 12 лет пела в школьном хоре в городе Сан-Исидро. Прославилась песнями на основе вальсов, одна из которых — «Цветок корицы» (исп. La flor de la Canela) — стала неофициальным гимном перуанской столицы. Позднее творчество Чабуки Гранда использует мотивы музыки чернокожего населения Перу.